# Liste des pièces de collection françaises en euro émises en 2014
Liste des émissions de pièces de collection françaises en euro durant l'année 2014.
| Série                                                         | Thème                                                                                 | Valeur faciale | Poids          | Métal  | Titrage | Qualité          | Diamètre (en mm) | Tirage annoncé | Tirage définitif |
| ------------------------------------------------------------- | ------------------------------------------------------------------------------------- | -------------- | -------------- | ------ | ------- | ---------------- | ---------------- | -------------- | ---------------- |
| Coq                                                           | Coq                                                                                   | 5 000 €        | 100 g          | Or     | 999 ‰   | BU               | 45               | 2 000          |                  |
| Coq                                                           | Coq                                                                                   | 1 000 €        | 20 g           | Or     | 999 ‰   | BU               | 39               | 10 000         |                  |
| Coq                                                           | Coq                                                                                   | 250 €          | 4,5 g          | Or     | 999 ‰   | BU               | 23               | 25 000         |                  |
| Coq                                                           | Coq                                                                                   | 100 €          | 50 g           | Argent | 900 ‰   | Qualité courante | 47               | 50 000         |                  |
| Coq                                                           | Coq                                                                                   | 10 €           | 17 g           | Argent | 333 ‰   | Qualité courante | 31               | 500 000        |                  |
| Coq                                                           | Coq                                                                                   | 10 €           | 17 g           | Argent | 333 ‰   | BE               | 31               | 17 500         |                  |
| Valeurs de la République                                      | Liberté, printemps                                                                    | 10 €           | 17 g           | Argent | 333 ‰   | Qualité courante | 31               | 250 000        |                  |
| Valeurs de la République                                      | Liberté, été                                                                          | 10 €           | 17 g           | Argent | 333 ‰   | Qualité courante | 31               | 250 000        |                  |
| Valeurs de la République                                      | Liberté, automne                                                                      | 10 €           | 17 g           | Argent | 333 ‰   | Qualité courante | 31               | 250 000        |                  |
| Valeurs de la République                                      | Liberté, hiver                                                                        | 10 €           | 17 g           | Argent | 333 ‰   | Qualité courante | 31               | 250 000        |                  |
| Valeurs de la République                                      | Égalité, printemps                                                                    | 10 €           | 17 g           | Argent | 333 ‰   | Qualité courante | 31               | 250 000        |                  |
| Valeurs de la République                                      | Égalité, été                                                                          | 10 €           | 17 g           | Argent | 333 ‰   | Qualité courante | 31               | 250 000        |                  |
| Valeurs de la République                                      | Égalité, automne                                                                      | 10 €           | 17 g           | Argent | 333 ‰   | Qualité courante | 31               | 250 000        |                  |
| Valeurs de la République                                      | Égalité, hiver                                                                        | 10 €           | 17 g           | Argent | 333 ‰   | Qualité courante | 31               | 250 000        |                  |
| Valeurs de la République                                      | Fraternité, printemps                                                                 | 10 €           | 17 g           | Argent | 333 ‰   | Qualité courante | 31               | 250 000        |                  |
| Valeurs de la République                                      | Fraternité, été                                                                       | 10 €           | 17 g           | Argent | 333 ‰   | Qualité courante | 31               | 250 000        |                  |
| Valeurs de la République                                      | Fraternité, automne                                                                   | 10 €           | 17 g           | Argent | 333 ‰   | Qualité courante | 31               | 250 000        |                  |
| Valeurs de la République                                      | Fraternité, hiver                                                                     | 10 €           | 17 g           | Argent | 333 ‰   | Qualité courante | 31               | 250 000        |                  |
| Valeurs de la République                                      | La Paix, printemps/été                                                                | 50 €           | 41 g           | Argent | 900 ‰   | Qualité courante | 41               | 50 000         |                  |
| Valeurs de la République                                      | La Paix, automne/hiver                                                                | 50 €           | 41 g           | Argent | 900 ‰   | Qualité courante | 41               | 50 000         |                  |
| Valeurs de la République                                      | La République                                                                         | 500 €          | 9 g            | Or     | 999 ‰   | BU               | 29               | 25 000         |                  |
| Semeuse                                                       | Édit de Pîtres Face et revers du denier de Charles II le Chauve Sceau officiel du roi | 100 €          | ½ oz           | Or     | 920 ‰   | BE               | 31               | 500            |                  |
| Semeuse                                                       | Édit de Pîtres Face et revers du denier de Charles II le Chauve Sceau officiel du roi | 50 €           | ¼ oz           | Or     | 920 ‰   | BE               | 22               | 1 000          |                  |
| Semeuse                                                       | Édit de Pîtres Face et revers du denier de Charles II le Chauve Sceau officiel du roi | 10 €           | 22.2           | Argent | 900 ‰   | BE               | 37               | 10 000         |                  |
| Semeuse                                                       | Édit de Pîtres Face et revers du denier de Charles II le Chauve Sceau officiel du roi | 5 €            | 1/2 g          | Or     | 999 ‰   | BE               | 11               | 10 000         |                  |
| Europa Star 2014                                              | 50 ans de coopération spatiale européenne 1964-2014                                   | 500 €          | 5 oz           | Or     | 999 ‰   | BE               | 50               | 99             |                  |
| Europa Star 2014                                              | 50 ans de coopération spatiale européenne 1964-2014                                   | 200 €          | 1 oz           | Or     | 999 ‰   | BE               | 37               | 500            |                  |
| Europa Star 2014                                              | 50 ans de coopération spatiale européenne 1964-2014                                   | 50 €           | ¼ oz           | Or     | 920 ‰   | BE               | 22               | 1 000          |                  |
| Europa Star 2014                                              | 50 ans de coopération spatiale européenne 1964-2014                                   | 10 €           | 22,2 g         | Argent | 900 ‰   | BE               | 37               | 5 000          |                  |
| Europa Star 2014                                              | 50 ans de coopération spatiale européenne 1964-2014                                   | 5 €            | ¹⁄₂ g          | Or     | 999 ‰   | BE               | 11               | 10 000         |                  |
| Rives de la Seine                                             | Tour Eiffel (125 ans) et Palais de Chaillot                                           | 500 €          | 5 oz           | Or     | 999 ‰   | BE               | 50               | 99             |                  |
| Rives de la Seine                                             | Tour Eiffel (125 ans) et Palais de Chaillot                                           | 200 €          | 1 oz           | Or     | 999 ‰   | BE               | 37               | 500            |                  |
| Rives de la Seine                                             | Tour Eiffel (125 ans) et Palais de Chaillot                                           | 50 €           | ¼ oz           | Or     | 920 ‰   | BE               | 22               | 1 000          |                  |
| Rives de la Seine                                             | Tour Eiffel (125 ans) et Palais de Chaillot                                           | 50 €           | 163,8          | Argent | 900 ‰   | BE               | 50               | 500            |                  |
| Rives de la Seine                                             | Tour Eiffel (125 ans) et Palais de Chaillot                                           | 10 €           | 22,2 g         | Argent | 900 ‰   | BE               | 37               | 5 000          |                  |
| De Clovis à la République, 1 500 ans d'Histoire de France     | Louis XIV                                                                             | 200 €          | 1 oz           | Or     | 999 ‰   | BE               | 37               | 500            |                  |
| De Clovis à la République, 1 500 ans d'Histoire de France     | Louis XIV                                                                             | 50 €           | ¼ oz           | Or     | 920 ‰   | BE               | 22               | 1 500          |                  |
| De Clovis à la République, 1 500 ans d'Histoire de France     | Louis XIV                                                                             | 10 €           | 22,2 g         | Argent | 900 ‰   | BE               | 37               | 10 000         |                  |
| De Clovis à la République, 1 500 ans d'Histoire de France     | Napoléon Ier                                                                          | 50 €           | ¼ oz           | Or     | 920 ‰   | BE               | 22               | 1 500          |                  |
| De Clovis à la République, 1 500 ans d'Histoire de France     | Napoléon Ier                                                                          | 10 €           | 22,2 g         | Argent | 900 ‰   | BE               | 37               | 10 000         |                  |
| De Clovis à la République, 1 500 ans d'Histoire de France     | Napoléon III                                                                          | 50 €           | ¼ oz           | Or     | 920 ‰   | BE               | 22               | 1 500          |                  |
| De Clovis à la République, 1 500 ans d'Histoire de France     | Napoléon III                                                                          | 10 €           | 22,2 g         | Argent | 900 ‰   | BE               | 37               | 10 000         |                  |
| Les grands navires français                                   | Pourquoi Pas ?                                                                        | 50 €           | ¼ oz           | Or     | 920 ‰   | BE               | 22               | 1 000          |                  |
| Les grands navires français                                   | Pourquoi Pas ?                                                                        | 50 €           | 5 oz (163,8 g) | Argent | 950 ‰   | BE               | 50               | 250            |                  |
| Les grands navires français                                   | Pourquoi Pas ?                                                                        | 10 €           | 22,2 g         | Argent | 900 ‰   | BE               | 37               | 5 000          |                  |
| Les grands navires français                                   | Le Redoutable                                                                         | 50 €           | ¼ oz           | Or     | 920 ‰   | BE               | 22               | 1 000          |                  |
| Les grands navires français                                   | Le Redoutable                                                                         | 50 €           | 5 oz (163,8 g) | Argent | 950 ‰   | BE               | 50               | 250            |                  |
| Les grands navires français                                   | Le Redoutable                                                                         | 10 €           | 22,2 g         | Argent | 900 ‰   | BE               | 37               | 5 000          |                  |
| Les grands navires français                                   | Normandie                                                                             | 50 €           | ¼ oz           | Or     | 920 ‰   | BE               | 22               | 1 000          |                  |
| Les grands navires français                                   | Normandie                                                                             | 50 €           | 5 oz (163,8 g) | Argent | 950 ‰   | BE               | 50               | 250            |                  |
| Les grands navires français                                   | Normandie                                                                             | 10 €           | 22,2 g         | Argent | 900 ‰   | BE               | 37               | 5 000          |                  |
| Héros de la littérature française                             | Eugène de Rastignac                                                                   | 50 €           | ¹⁄₄ oz         | Or     | 999,9 ‰ | BE               | 50               | 500            |                  |
| Héros de la littérature française                             | Eugène de Rastignac                                                                   | 10 €           | 22,2 g         | Argent | 900 ‰   | BE               | 37               | 5 000          |                  |
| Héros de la littérature française                             | Candide                                                                               | 50 €           | ¹⁄₄ oz         | Or     | 999,9 ‰ | BE               | 50               | 500            |                  |
| Héros de la littérature française                             | Candide                                                                               | 10 €           | 22,2 g         | Argent | 900 ‰   | BE               | 37               | 5 000          |                  |
| Héros de la littérature française                             | Harpagon                                                                              | 50 €           | ¹⁄₄ oz         | Or     | 999,9 ‰ | BE               | 50               | 500            |                  |
| Héros de la littérature française                             | Harpagon                                                                              | 10 €           | 22,2 g         | Argent | 900 ‰   | BE               | 37               | 5 000          |                  |
| Coupe du monde de football de 2014                            | Stade Maracanã                                                                        | 500 €          | 5 oz           | Or     | 999 ‰   | BE               | 50               | 99             |                  |
| Coupe du monde de football de 2014                            | Stade Maracanã                                                                        | 200 €          | 1 oz           | Or     | 999 ‰   | BE               | 37               | 500            |                  |
| Coupe du monde de football de 2014                            | Stade Maracanã                                                                        | 50 €           | ¼ oz           | Or     | 920 ‰   | BE               | 22               | 3 000          |                  |
| Coupe du monde de football de 2014                            | Stade Maracanã                                                                        | 10 €           | 22,2 g         | Argent | 900 ‰   | BE               | 37               | 10 000         |                  |
| Coupe du monde de football de 2014                            | Stade Maracanã                                                                        | 5 €            | ¹⁄₂ g          | Or     | 999 ‰   | BE               | 11               | 5 000          |                  |
| Un art, un artiste, un lieu                                   | La musique Jean-Philippe Rameau Opéra royal de Versailles                             | 50 €           | ¼ oz           | Or     | 920 ‰   | BE               | 22               | 1 000          |                  |
| Un art, un artiste, un lieu                                   | La musique Jean-Philippe Rameau Opéra royal de Versailles                             | 10 €           | 22,2 g         | Argent | 900 ‰   | BE               | 37               | 5 000          |                  |
| Calendrier chinois                                            | Année du Cheval                                                                       | 100 €          | ½ oz           | Or     | 920 ‰   | BE               | 31               | 500            |                  |
| Calendrier chinois                                            | Année du Cheval                                                                       | 50 €           | ¼ oz           | Or     | 920 ‰   | BE               | 22               | 1 000          |                  |
| Calendrier chinois                                            | Année du Cheval                                                                       | 10 €           | 22,2 g         | Argent | 900 ‰   | BE               | 37               | 10 000         |                  |
| 50e anniversaire des relations diplomatiques franco-chinoises | Arc de triomphe et le Temple du Ciel                                                  | 50 €           | ¼ oz           | Or     | 920 ‰   | BE               | 22               | 1 000          |                  |
| 50e anniversaire des relations diplomatiques franco-chinoises | Arc de triomphe et le Temple du Ciel                                                  | 10 €           | 22,2 g         | Argent | 900 ‰   | BE               | 37               | 10 000         |                  |
| Jeunesse                                                      | Le Petit Nicolas                                                                      | 50 €           | ¼ oz           | Or     | 920 ‰   | BE               | 22               | 1 000          |                  |
| Jeunesse                                                      | Les Vacances du Petit Nicolas                                                         | 10 €           | 22,2 g         | Argent | 900 ‰   | BE               | 37               | 5 000          |                  |
| Jeunesse                                                      | La rentrée du Petit Nicolas                                                           | 10 €           | 22,2 g         | Argent | 900 ‰   | BE               | 37               | 5 000          |                  |
| Les hommes et les femmes dans la Grande Guerre                | Départ pour le front, taxis de la Marne                                               | 200 €          | 1 oz           | Or     | 999 ‰   | BE               | 37               | 500            |                  |
| Les hommes et les femmes dans la Grande Guerre                | Départ pour le front, taxis de la Marne                                               | 50 €           | ¼ oz           | Or     | 920 ‰   | BE               | 22               | 1 914          |                  |
| Les hommes et les femmes dans la Grande Guerre                | Départ pour le front, taxis de la Marne                                               | 50 €           | 5 oz           | Argent | 950 ‰   | BE               | 50               | 500            |                  |
| Les hommes et les femmes dans la Grande Guerre                | Départ pour le front, taxis de la Marne                                               | 10 €           | 22,2 g         | Argent | 900 ‰   | BE               | 37               | 10 000         |                  |

Sources : 
- Arrêtés[2]

Légende :
- BE : Belle épreuve
- BU : Brillant universel
- oz : Once
- g : Gramme
- ‰ : Pour mille